# Pavonia glutinosa
Pavonia glutinosa är en malvaväxtart som beskrevs av Kropov. och Cristobal. Pavonia glutinosa ingår i släktet påfågelsmalvor, och familjen malvaväxter. Inga underarter finns listade i Catalogue of Life.